# Гридино (Кирилловский район)
Гридино — деревня в Кирилловском районе Вологодской области.
Входит в состав Ферапонтовского сельского поселения (с 1 января 2006 года по 13 апреля 2009 года входила в Суховерховское сельское поселение), с точки зрения административно-территориального деления — в Суховерховский сельсовет.
Расстояние до районного центра Кириллова по автодороге — 12 км, до центра муниципального образования Ферапонтово по прямой — 9 км. Ближайшие населённые пункты — Перхино, Демидово, Вазеринцы.
По переписи 2002 года население — 1 человек.
Деревня Гридино упоминается в сборнике рассказов «Чистый Дор» Юрия Иосифовича Коваля, в рассказе «Кепка с карасями», при этом скорее всего имеется в виду деревня Гридинская, расположенная в нескольких километрах от Чистого Дора, в которой Коваль некоторое время проживал.